# Edgardo Venturi
Edgardo Venturi (Pieve di Cento, 27 luglio 1962) è un ex rugbista a 15 e dirigente sportivo italiano.

## Biografia
Esordì a 16 anni in serie C nell'OVA Pieve di Cento e, mentre ancora militava nelle serie inferiori, Venturi fu convocato per le varie selezioni nazionali giovanili, fino a essere selezionato, nell'estate del 1983, per un tour della Nazionale maggiore in Nordamerica, debuttando quindi a livello internazionale, contro il Canada, prima ancora di avere una sola presenza in serie A.
Dopo il debutto internazionale riscosse l'interesse di diversi club di massima serie, e poco dopo scelse di essere ingaggiato dal Rovigo, con cui rimase 10 stagioni vincendo i campionati del 1987-88 e 1989-90; cessò l'attività sportiva nel 1993 per impiegarsi nel ramo assicurativo.
In Nazionale partecipò alle Coppe FIRA dal 1984 al 1993 e prese parte, inoltre, alla Coppa del Mondo di rugby 1991 in Inghilterra, nel corso del quale fu schierato in occasione del miglior risultato - a tutt'oggi - dell'Italia contro la Nuova Zelanda, una sconfitta 21-31.
Più recentemente è passato anche a ricoprire ruoli dirigenziali: presidente del suo club originario, l'OVA Rugby Pieve, NEL 2009 è vicepresidente dell'Unione Rugbistica Bolognese, club nato dalla fusione del Pieve con il Reno Rugby.successivamente ha allenato la Reno Rugby Bologna portandola in serie B e mantenendovela per 3 anni.
Ha allenato con successo la squadra del Rugby Pieve 1971 che militava in C1.
A partire dalla stagione sportiva 2017/2018 ricopre il ruolo di head coach della squadra Giallo Dozza Bologna Rugby composta interamente da detenuti della Casa Circondariale di Bologna, militante in serie C2 Emilia Romagna, portandola a conseguire il terzo posto nel campionato 2018/2019.

## Palmarès
- Campionati italiani: 2
Rovigo: 1987-88; 1989-90